# Hibiscus pinonianus
Hibiscus pinonianus är en malvaväxtart som beskrevs av Charles Gaudichaud-Beaupré. Hibiscus pinonianus ingår i Hibiskussläktet som ingår i familjen malvaväxter. Inga underarter finns listade i Catalogue of Life.